# اودونایو آدکورویه
اودونایو آدکورویه (به انگلیسی: Odunayo Adekuoroye،  زادهٔ ۱۲ اکتبر ۱۹۹۳) یک کشتی‌گیر آزادکار کشور نیجریه است. وی سابقه حضور در المپیک ۲۰۲۴ پاریس را دارد.  
از افتخارات وی می‌توان به کسب مدال نقره مسابقات قهرمانی کشتی جهان ۲۰۱۷ و سه مدال برنز مسابقات قهرمانی کشتی جهان ۲۰۱۵ و مسابقات قهرمانی کشتی جهان ۲۰۱۹ و مسابقات قهرمانی کشتی جهان ۲۰۲۳ اشاره کرد.